# Nessebos
Het Nessebos is natuurgebied in de Nederlandse plaats Oud Verlaat. Het gebied bevindt zich in het zuidwesten van het dorp tegen de gemeentegrens van Rotterdam. Het Nessebos is grofweg een vierkant gebied dat bestaat uit bos-, moeras- en polderlandschap. Het Nessebos is ontstaan door de winning van turf. Echter was de turf niet van goede kwaliteit, waardoor er gestopt is met de winning ervan.
Het onderhoud van het natuurgebied is in handen van vrijwilligersorganisatie "Natuur- en Vogelwacht Rotta", die ook excursies in het gebied organiseert.